# 부산 수영구의 국회의원

## 행정구역 변천
- 1995년 3월 1일 남구 남천동·수영동·망미동·광안동·민락동에 부산광역시 수영구 설치

## 부산 수영구의 역대 국회의원 일람
| 대수   | 이름           | 소속정당   | 임기                              | 선거구역    |
| ------ | -------------- | ---------- | --------------------------------- | ----------- |
| 제15대 | 유흥수(柳興洙) | 신한국당   | 1996년 5월 30일 ~ 2000년 5월 29일 | 수영구 일원 |
| 제16대 | 유흥수(柳興洙) | 한나라당   | 2000년 5월 30일 ~ 2004년 5월 29일 | 수영구 일원 |
| 제17대 | 박형준(朴亨埈) | 한나라당   | 2004년 5월 30일 ~ 2008년 5월 29일 | 수영구 일원 |
| 제18대 | 유재중(柳在仲) | 무소속     | 2008년 5월 30일 ~ 2012년 5월 29일 | 수영구 일원 |
| 제19대 | 유재중(柳在仲) | 새누리당   | 2012년 5월 30일 ~ 2016년 5월 29일 | 수영구 일원 |
| 제20대 | 유재중(柳在仲) | 새누리당   | 2016년 5월 30일 ~ 2020년 5월 29일 | 수영구 일원 |
| 제21대 | 전봉민(田奉珉) | 미래통합당 | 2020년 5월 30일 ~ 2024년 5월 29일 | 수영구 일원 |
| 제22대 | 정연욱(鄭然旭) | 국민의힘   | 2024년 5월 30일 ~                 | 수영구 일원 |

## 같이 보기
- 부산 남구의 국회의원
- 남구 갑 (1988년 부산 선거구)
- 수영구 (선거구)